# La Castellina
La Castellina  est un site étrusque placé sur une colline de 130 m d'altitude située près de Rome en Italie, à 3 km au sud de Civitavecchia et près de Santa Marinella.

## Découvertes
Salvatore Bastianelli découvre le site  Castellina del Marangone  (nommé également ainsi par la proximité du fleuve côtier) au début du XXe siècle (1934-1936-1941) et outre les restes de murailles en scaglia, encerclant une aire de près de 3 ha, sont mises au jour la trace d'un tronçon routier, des sanctuaires intra et extra muros, des fondations, des traces de céramiques de type eubéen (vases plastiques orientalisant et corinthien), de poids de métier à tisser, des scories métallifères résultant de traitements de minerai (probablement dus à la présence des Monti della Tolfa, riches en minerais de fer et de cuivre, situés à égale distance de Cerveteri et Tarquinia), et en 1950 par les fouilles du professeur Colosanti, une citerne et les vestiges d'une habitation, dite des Cacciatori (« des Chasseurs »), et d'autres traces remontant au VIIe siècle av. J.-C. confirmées par les travaux de 1995 entrepris par la Soprintendenza Archeologica per l’Etruria meridionale, l’Université de Tübingen, en collaboration avec une équipe française du CNRS dirigés par le professeur  Friedhelm Prayon.
En août 2001, le professeur P. Fontaine conduit une  équipe de l’UCL pour examiner par stratigraphie les murailles de l'enceinte pour découvrir que les plus gros blocs datent du IVe siècle av. J.-C. et qu'ils se superposent à une muraille plus ancienne du VIIe siècle av. J.-C. en roche brute, probablement une des plus anciennes connues de l'Étrurie, que celles mêmes des cités voisines. 
Le site semble avoir été abandonné à la romanisation du territoire par l'installation de la colonie maritime du Castrum Novum proche.
Le Musée archéologique national de Civitavecchia conserve et expose ces vestiges.